# Goniocidaris umbraculum
Goniocidaris umbraculum is een zee-egel uit de familie Cidaridae.
De wetenschappelijke naam van de soort werd in 1878 gepubliceerd door Frederick Wollaston Hutton.